# راي بلوخ
راي بلوخ (بالإنجليزية: Ray Bloch)‏ هو ملحن وكاتب أغاني أمريكي، ولد في 3 أغسطس 1902 في الألزاس واللورين، وتوفي في 29 مارس 1982 في ميامي في الولايات المتحدة.

## وصلات خارجية
- راي بلوخ على موقع IMDb (الإنجليزية)
- راي بلوخ على موقع ميوزك برينز (الإنجليزية)
- راي بلوخ على موقع ديسكوغز (الإنجليزية)